# This Is It (turné)
This Is It var en planerad comebackturné om femtio konserter av Michael Jackson som skulle hållas på The O2 arena i London. Den var planerad att börja i juli 2009 och fortsätta fram till mars 2010. Biljetterna till alla 50 konsertdatum sålde slut på fyra och en halv timma.
Men med alla konserter slutsålda dog Jackson mindre än tre veckor före det att den första konserten var planerad att börja.